# Joyas Literarias Juveniles
Joyas Literarias Juveniles (coneguda com a sèrie verda per diferenciar-la d'altres sèries que es van publicar amb el mateix nom) va ser una sèrie de còmics editats en castellà per primera vegada el 1970 per l'editorial Bruguera. En aquesta col·lecció s'adaptaven al còmic, novel·les d'aventures clàssiques a càrrec de diferents autors. Les portades, en la seva majoria dibuixades per Antonio Bernal Romero, han passat «a formar part de la memòria històrica de diverses generacions de joves de la postguerra». Es van editar un total de 269 números fins al 1983.
El 1970 l'editorial Bruguera va publicar per primera vegada Joyas literarias juveniles. Bona part de les historietes de la col·lecció ja s'havien serialitzat en blanc i negre a la dècada dels anys seixanta del segle XX en alguns setmanaris com Pulgarcito, El DDT, Din Dan, LyLy o Tio Vivo de la mateixa editorial. Els llibres es van publicar en format de quadern grapat amb 32 pàgines més cobertes amb color.
L'any 1977, Bruguera, després de comprovar l'èxit de El Corsario de Hierro, va decidir crear una segona línea amb títol "Joyas Literaris Juveniles", cambiant el color del logotip, verd a la sèrie original i vermell a la nova. El mateix any, l'empresa va publicar encara una tercera línia de les Joyas, en aquest cas amb logotip blau, que va recopilar les aventures d'heroines i personatges d'interés pel públic femení.
Es van fer fins a cinc reedicions de la sèrie verda. A la primera edició el fons del logotip era de color verd i la resta de la portada de color blanc, a la segona edició el logotip també era verd però la resta de la portada era vermella. La resta es distingien pel preu de portada, 25 pessetes, 50 pessetes ì 110 pessetes. El 2009 l'editorial Planeta en va fer una reedició per col·leccionistes.
Un dels guionistes de la sèrie va ser José Antonio Vidal Sales, que firmava amb els pseudònims de Cassarel, Alberto Cuevas, Pierre Deville o Howard Stanley. D'altres escriptors van ser Joan Escandell, Andreu Martín i Farrero, Victor Mora o Antonio Rodríguez.

## Serialització
| Número | Títol                                                        | Novel·lista                | Guionista                     | Portadista                         | Dibuixant                   | Data col·lecció |
| ------ | ------------------------------------------------------------ | -------------------------- | ----------------------------- | ---------------------------------- | --------------------------- | --------------- |
| 1      | Miguel Strogoff                                              | Jules Verne                | Juan García Quirós            | Antoni Bernal                      | Juan García Quirós          | 1970            |
| 2      | La isla del tesoro                                           | Robert Louis Stevenson     | Cassarel                      | Antoni Bernal                      | Alfonso Cerón               | 1970            |
| 3      | Historia de dos ciudades                                     | Charles Dickens            | Armonía Rodríguez             | Antoni Bernal                      | José María Casanovas        | 1970            |
| 4      | 20.000 leguas de viaje submarino                             | Jules Verne                | Cassarel                      | Antoni Bernal                      | Torregrosa                  | 1970            |
| 5      | Un yanki en la corte del Rey Arturo                          | Mark Twain                 | Cassarel                      | Antoni Bernal                      | Felix Carrión               | 1970            |
| 6      | El pirata                                                    | Walter Scott               | Miguel Cussó                  | Antoni Bernal                      | Julio Vivas                 | 1970            |
| 7      | Ben-Hur                                                      | Lewis Wallace              | Cassarel                      | Antoni Bernal                      | Juan Escandell              | 1970            |
| 8      | David Copperfield                                            | Charles Dickens            | Cassarel                      | Antoni Bernal                      | Alfonso Cerón               | 1970            |
| 9      | Los hijos del capitán Grant                                  | Jules Verne                | Cassarel                      | Antoni Bernal                      | Torregrosa                  | 1970            |
| 10     | Aventuras del Capitán Singleton                              | Daniel Defoe               | Cassarel                      | Antoni Bernal                      | Carrillo                    | 1970            |
| 11     | Rob Roy                                                      | Walter Scott               | Armonía Rodríguez             | Antoni Bernal                      | Edmond                      | 1970            |
| 12     | El último mohicano                                           | James Fenimore Cooper      | Víctor Mora                   | Antoni Bernal                      | Juan Escandell              | 1970            |
| 13     | La isla misteriosa                                           | Jules Verne                | Cassarel                      | Antoni Bernal                      | Torregrosa                  | 1971            |
| 14     | Quo Vadis?                                                   | Henryk Sienkiewicz         | Alberto Cuevas                | Antoni Bernal                      | Osete                       | 1971            |
| 15     | Aventuras de un soldado de Napoleón                          | Erckmann-Chatrian          | Alberto Cuevas                | Antoni Bernal                      | Alfonso Cerón               | 1971            |
| 16     | Ivanhoe                                                      | Walter Scott               | Cassarel                      | Antoni Bernal                      | Juan Escandell              | 1971            |
| 17     | La vuelta al mundo en ochenta días                           | Jules Verne                | Alberto Cuevas                | Antoni Bernal                      | Torregrosa                  | 1971            |
| 18     | La cabaña del Tío Tom                                        | Harriet Beecher Stowe      | Alberto Cuevas                | Antonio Bernal                     | Torregrosa                  | 1971            |
| 19     | Ricardo Corazón de León                                      | Joseph Lacier              | Julio Fernández               | Antoni Bernal                      | Felix Carrión               | 1971            |
| 20     | El señor de Balantry                                         | Robert Louis Stevenson     | Cassarel                      | Antoni Bernal                      | Fuentes Man                 | 1971            |
| 21     | Viaje al centro de la Tierra                                 | Jules Verne                | Víctor Mora                   | Antoni Bernal                      | Lluís Casamitjana           | 1971            |
| 22     | A través del desierto                                        | Henryk Sienkiewicz         | Armonía Rodríguez             | Antoni Bernal                      | José Grau                   | 1971            |
| 23     | El Robinson suizo                                            | Johann Rudolf Wyss         | Alberto Cuevas                | Antoni Bernal                      | Alfonso Cerón               | 1971            |
| 24     | Tom Sawyer a través del mundo                                | Mark Twain                 | Alberto Cuevas                | Antoni Bernal                      | Alejandro Ruiz              | 1971            |
| 25     | Los últimos días de Pompeya                                  | Edward Bulwer-Lytton       | Alberto Cuevas                | Antoni Bernal                      | Ángel Pardo                 | 1971            |
| 26     | El buque fantasma                                            | Capitán Marryat            | Alberto Cuevas                | Antoni Bernal                      | Alfonso Cerón               | 1971            |
| 27     | Enrique de Lagardere                                         | Paul Feval                 | Cassarel                      | Antoni Bernal                      | Carrillo                    | 1971            |
| 28     | Aventuras de tres rusos y tres ingleses en el África austral | Jules Verne                | Víctor Mora                   | Antoni Bernal                      | Juan Escandell              | 1971            |
| 29     | Buffalo Bill                                                 | W. O'Connor                | Cassarel                      | Antoni Bernal                      | Juan Escandell              | 1971            |
| 30     | El talismán                                                  | Walter Scott               | Alberto Cuevas                | Antoni Bernal                      | Carrillo                    | 1971            |
| 31     | Sin familia                                                  | Hector Malot               | Alberto Cuevas                | Antoni Bernal                      | Alfonso Cerón               | 1971            |
| 32     | Príncipe y mendigo                                           | Mark Twain                 | Miguel Cussó                  | Antoni Bernal                      | Pueyo                       | 1971            |
| 33     | La Estrella del Sur                                          | Jules Verne                | Cassarel                      | Antoni Bernal                      | José Duarte                 | 1971            |
| 34     | Robin Hood                                                   | Norman R. Stinnet          | Alberto Cuevas                | Antoni Bernal                      | Torregrosa                  | 1971            |
| 35     | La Cruz y la Espada                                          | George Witting             | Alberto Cuevas                | Antoni Bernal                      | Carrillo                    | 1971            |
| 36     | Entre apaches y comanches                                    | Karl May                   | Cassarel                      | Antoni Bernal                      | Carrillo                    | 1971            |
| 37     | Ruta al infierno                                             | Howard Stanley             | Alberto Cuevas                | Antoni Bernal                      | Felix Carrión               | 1971            |
| 38     | Dick Turpin                                                  | William Harrison Ainsworth | Alberto Cuevas                | Antoni Bernal                      | Lluís Casamitjana           | 1971            |
| 39     | Las Isla de la Aventura                                      | Robert Luis Stevenson      | Alberto Cuevas                | Antoni Bernal                      | Pueyo                       | 1972            |
| 40     | Aventuras de Huck Finn                                       | Mark Twain                 | Alberto Cuevas                | Antoni Bernal                      | José Ariza                  | 1972            |
| 41     | David Crockett                                               | Elliot Dooley              | Cassarel                      | Antoni Bernal                      | Juan Escandell              | 1972            |
| 42     | La isla de coral                                             | Robert Michael Ballantyne  | Cassarel                      | Antoni Bernal                      | Juan Escandell              | 1972            |
| 43     | La Montaña de Oro                                            | Kark May                   | Cassarel                      | Antoni Bernal                      | Fuentes Man                 | 1972            |
| 44     | Lawrence de Arabia                                           | Elliot Dooley              | Alberto Cuevas                | Antoni Bernal                      | Luis Castelló               | 1972            |
| 45     | Entre Chacales                                               | Kark May                   | Cassarel                      | Antoni Bernal                      | Fuentes Man                 | 1972            |
| 46     | Ojo de Halcón                                                | James Feminore Cooper      | Alberto Cuevas                | Antoni Bernal                      | Manuel Cuyás                | 1972            |
| 47     | Julio César                                                  | Enrico Farinaci            | Alberto Cuevas                | Antoni Bernal                      | Juan García Quirós          | 1972            |
| 48     | La flecha negra                                              | Robert Luis Stevenson      | Miguel Cussó                  | Antoni Bernal                      | José Ariza                  | 1972            |
| 49     | Hacia el Zambesi                                             | Vicent Mulberry            | Víctor Mora                   | Antoni Bernal                      | César Aurelio Spadari       | 1972            |
| 50     | De grumete a almirante                                       | Capitán Marryat            | Cassarel                      | Antoni Bernal                      | Juan Escandell              | 1972            |
| 51     | Agua de fuego                                                | Elliot Dooley              | Víctor Mora                   | Antoni Bernal                      | César Aurelio Spadari       | 1972            |
| 52     | Sandokan                                                     | Emilio Salgari             | Miguel Cussó                  | Antoni Bernal                      | Fuentes Man                 | 1972            |
| 53     | Robinson Crusoe                                              | Daniel Deföe               | Alberto Cuevas                | Antoni Bernal                      | Juan Escandell              | 1972            |
| 54     | Claudio y la Tabla Redonda                                   | Vicent Mulberry            | Víctor Mora                   | Antoni Bernal                      | Juan José Úbeda             | 1972            |
| 55     | El Tesoro del Lago de la Plata                               | Kark May                   | Andreu Martín                 | Antoni Bernal                      | Fuentes Man                 | 1972            |
| 56     | Norte contra Sur                                             | Jules Verne                | Cassarel                      | Antoni Bernal                      | Antonio Colmeiro            | 1972            |
| 57     | El piloto                                                    | James Feminore Cooper      | Alberto Cuevas                | Antoni Bernal                      | Juan García Quirós          | 1972            |
| 58     | Aventura en el Oeste                                         | Mark Twain                 | Víctor Mora                   | Antoni Bernal                      | Lluís Casamitjana           | 1972            |
| 59     | La Isla de Nunca Más                                         | Vicent Mulberry            | Víctor Mora                   | Antoni Bernal                      | César Aurelio Spadari       | 1972            |
| 60     | Tom Sawyer Detective                                         | Mark Twain                 | Miguel Cussó                  | Antoni Bernal                      | Edmond                      | 1972            |
| 61     | La Reina da los Lagos                                        | Nayne Reid                 | Víctor Mora                   | Antoni Bernal                      | Luis Castelló               | 1972            |
| 62     | Cinco semanas en globo                                       | Jules Verne                | Alberto Cuevas                | Antoni Bernal                      | Juan Escandell              | 1972            |
| 63     | Los caballeros teutones                                      | Henryk Sienkiewicz         | Andreu Martín                 | Antoni Bernal                      | Juan José Úbeda             | 1972            |
| 64     | Un viaje interplanetario                                     | Miguel María Astraín       | Alberto Cuevas                | Antoni Bernal                      | Edmond                      | 1972            |
| 65     | La esfinge de los hielos                                     | Jules Verne                | Cassarel                      | Antoni Bernal                      | José Duarte                 | 1973            |
| 66     | Los cazadores de cabelleras                                  | Mayne Reid                 | Miguel Cussó                  | Antoni Bernal                      | José Grau                   | 1973            |
| 67     | Quintin Durward                                              | Walter Scott               | Miguel Cussó                  | Antoni Bernal                      | José Clapera                | 1973            |
| 68     | El León de Damasco                                           | Emilio Salgari             | Alberto Cuevas                | Antoni Bernal                      | Fuentes Man                 | 1973            |
| 69     | Tartarín de Tarascón                                         | Alphonse Daudet            | Cassarel                      | Antoni Bernal                      | Francisco Ortega            | 1973            |
| 70     | Oliver Twist                                                 | Charles Dickens            | Cassarel                      | Antoni Bernal                      | Jesús Redondo               | 1973            |
| 71     | Aventuras del Capitán Hatteras                               | Jules Verne                | Alberto Cuevas                | Antoni Bernal                      | Felix Carrión               | 1973            |
| 72     | Viaje a la Luna                                              | Jules Verne                | Cassarel                      | Antoni Bernal                      | Alfonso Cerón               | 1973            |
| 73     | Tarás Bulba                                                  | Nicolas Gogol              | Alberto Cuevas                | Antoni Bernal                      | Tomás Porto                 | 1973            |
| 74     | El Capitán Aventurero                                        | Walter Scott               | Cassarel                      | Antoni Bernal                      | Felix Carrión               | 1973            |
| 75     | De los Apeninos a los Andes                                  | Edmundo de Amicis          | Alberto Cuevas                | Antoni Bernal                      | Felix Carrión               | 1973            |
| 76     | El Rey del Mar                                               | Emilio Salgari             | Cassarel                      | Antoni Bernal                      | Felix Carrión               | 1973            |
| 77     | Aventuras de Jonh Davys                                      | Alejandro Dumas            | Alberto Cuevas                | Antoni Bernal                      | José Duarte                 | 1973            |
| 78     | Por un billete de lotería                                    | Jules Verne                | Cassarel                      | Antoni Bernal                      | Carlos Freixas              | 1973            |
| 79     | El volcán de oro                                             | Jules Verne                | Alberto Cuevas                | Antoni Bernal                      | Antonio Borrell             | 1973            |
| 80     | Aventuras del Capitán Corcoran                               | Alfred Assollan            | Miguel Cussó                  | Antoni Bernal                      | Antonio Borrell             | 1973            |
| 81     | Los dos tigres                                               | Emilio Salgari             | Cassarel                      | Antoni Bernal                      | Alfonso Cerón               | 1973            |
| 82     | Aventuras de David Balfour                                   | Robert Luis Stevenson      | Miguel Cussó                  | Antoni Bernal                      | Francisco Mora              | 1973            |
| 83     | El hijo del Sol                                              | Emilio Salgari             | Andreu Martín                 | Antoni Bernal                      | José Duarte                 | 1973            |
| 84     | Sangre romañola                                              | Edmundo de Amicis          | Alberto Cuevas                | Antoni Bernal                      | Antonio Guerrero            | 1973            |
| 85     | Los pescadores de Trepang                                    | Emilio Salgari             | Andreu Martín                 | Antoni Bernal                      | Félix Carrión               | 1973            |
| 86     | Los mercaderes de pieles                                     | Robert Michael Ballantyne  | Andreu Martín                 | Antoni Bernal                      | Felix Carrión               | 1973            |
| 87     | Botín de saqueo                                              | Karl May                   | Andreu Martín                 | Antoni Bernal                      | Felix Carrión               | 1973            |
| 88     | El escarabajo de oro                                         | Edgar Allan Poe            | Ramón Bacardit                | Antoni Bernal                      | Antonio Colmeiro            | 1973            |
| 89     | Aventuras de Jack                                            | Alphonse Daudet            | Cassarel                      | Antoni Bernal                      | Juan Escandell              | 1973            |
| 90     | Cuento de Navidad                                            | Charles Dickens            | Manuel Yáñez                  | Antoni Bernal                      | Tomás Porto                 | 1973            |
| 91     | El faro del fin del mundo                                    | Jules Verne                | Alberto Cuevas                | Antoni Bernal                      | Osete                       | 1973            |
| 92     | Nuevas aventuras de Dick Turpin                              | Charles Harrison           | Andreu Martín                 | Antoni Bernal                      | Eustaquio Segrelles         | 1973            |
| 93     | El correo Rolando                                            | Paul Fevat                 | Cassarel                      | Antoni Bernal                      | Juan José Úbeda             | 1974            |
| 94     | El tamborcillo sardo                                         | Edmundo de Amicis          | Alberto Cuevas                | Antoni Bernal                      | Pedro Bertran Monistrol     | 1974            |
| 95     | El Corsario Negro                                            | Emilio Salgari             | Armonía Rodríguez             | Antoni Bernal                      | Juan Escandell Torres       | 1974            |
| 96     | Los Tres Mosqueteros                                         | Alejandro Dumas            | Cassarel                      | Antoni Bernal                      | Adolfo Álvarez Buylla       | 1974            |
| 97     | Veinte años después                                          | Alejandro Dumas            | Cassarel                      | Antoni Bernal                      | Torregrosa                  | 1974            |
| 98     | Don Quijote de la Mancha                                     | Miguel de Cervantes        | Cassarel                      | Antoni Bernal                      | Juan García Quirós          | 1974            |
| 99     | Los buscadores de oro                                        | Enrique Conscience         | Armonía Rodríguez             | Antoni Bernal                      | Felix Carrión               | 1974            |
| 100    | Genoveva de Brabante                                         | Cristóbal Schmid           | Cassarel                      | Antoni Bernal                      | Carrillo                    | 1974            |
| 101    | Un capitán de quince años                                    | Jules Verne                | Cassarel                      | Antoni Bernal                      | José Espinosa               | 1974            |
| 102    | Guillermo Tell                                               | Johan Schiller             | Cassarel                      | Antoni Bernal                      | José Espinosa               | 1974            |
| 103    | Heidi                                                        | Johanna Spyri              | Cassarel                      | Antoni Bernal                      | Purita Campos Sánchez       | 1974            |
| 104    | Aventuras de César Cascabel                                  | Jules Verne                | Cassarel                      | Antoni Bernal                      | Alfonso César Núñez         | 1974            |
| 105    | Viajes de Gulliver                                           | Jonathan Swift             | Cassarel                      | Antoni Bernal                      | Alfonso César Núñez         | 1974            |
| 106    | Bernardette                                                  | Cassarel                   | Cassarel                      | Antoni Bernal                      | Carlos Laffond Díaz-Albo    | 1974            |
| 107    | Moby Dick                                                    | Herman Melville            | Cassarel                      | Antoni Bernal                      | Antonio Pérez Carrillo      | 1974            |
| 108    | Escuela de robinsones                                        | Jules Verne                | Cassarel                      | Antoni Bernal                      | José Luis Pérez Barreda     | 1974            |
| 109    | Juana de Arco                                                | Aldo Bruneti               | Armonía Rodríguez             | Antoni Bernal                      | Felipe Herranz Moral        | 1974            |
| 110    | Los náufragos de borneo                                      | Thomas Mayne Reid          | Cassarel                      | Antoni Bernal                      | Antonio Pérez Carrillo      | 1974            |
| 111    | Rienzi                                                       | Edward Bulwer-Lytton       | Cassarel                      | Carlos Alberto Ferreira Dos Santos | Carlos Sanchís Tortosa      | 1974            |
| 112    | Corazón de oro                                               | Louisa May Alcott          | Armonía Rodríguez             | Antoni Bernal                      | Anita Rodríguez Ruiz        | 1974            |
| 113    | Robur el Conquistador                                        | Jules Verne                | Cassarel                      | Carlos Alberto Ferreira Dos Santos | Tomás Porto del Vado        | 1974            |
| 114    | El dueño del mundo                                           | Jules Verne                | Andrés Martín Farrero         | Carlos Alberto Ferreira Dos Santos | Pedro Bertran Monistrol     | 1974            |
| 115    | La pequeña Dorrit                                            | Charles Dickens            | Cassarel                      | Antoni Bernal                      | Alfonso Cerón Nuñez         | 1974            |
| 116    | A través de la estepa                                        | Jules Verne                | Cassarel                      | Antoni Bernal                      | Antonio Pérez Carrillo      | 1974            |
| 117    | Dos años de vacaciones                                       | Jules Verne                | Cassarel                      | Carlos Alberto Ferreira Dos Santos | Aurelio Cesar Spadari       | 1974            |
| 118    | El duque de Van Guld                                         | Emilio Salgari             | Cassarel                      | Antoni Bernal                      | Antonio Pérez Carrillo      | 1974            |
| 119    | Nuevas aventuras de Robin de los Bosques                     | Cassarel                   | Cassarel                      | Antoni Bernal                      | Ángel Pardo Ruiz            | 1974            |
| 120    | Mujercitas                                                   | Louisa May Alcott          | Cassarel                      | Antoni Bosch Penalva               | Tomás Porto del Vado        | 1975            |
| 121    | La montaña de la luz                                         | Emilio Salgari             | Andrés Martín Farrero         | Carlos Alberto Ferreira Dos Santos | Alfonso Cerón Nuñez         | 1975            |
| 122    | Trampa de cactus                                             | Karl May                   | Cassarel                      | Antoni Bernal                      | Bautista José Miguel Muñoz  | 1975            |
| 123    | Aquellas mujercitas                                          | Louisa May Alcott          | Cassarel                      | Antoni Bernal                      | Tomás Porto del Vado        | 1975            |
| 124    | La capitana del Yucatán                                      | Emilio Salgari             | Armonía Rodríguez             | Carlos Alberto Ferreira Dos Santos | Edmond                      | 1975            |
| 125    | Tartarín de los Alpes                                        | Alphonse Daudet            | Manuel Yáñez Solana           | Antoni Bernal                      | José Luis Pérez Barrera     | 1975            |
| 126    | Aventuras de un niño irlandés                                | Jules Verne                | Cassarel                      | Antoni Bernal                      | Alfonso Cerón Nuñez         | 1975            |
| 127    | Hombrecitos                                                  | Louisa May Alcott          | Víctor Mora Pujadas           | Antoni Bernal                      | María Barreda               | 1975            |
| 128    | El castillo de los Cárpatos                                  | Jules Verne                | Manuel Yáñez Solana           | Antoni Bernal                      | Juan Escandell Torres       | 1975            |
| 129    | El soberbio Orinoco                                          | Jules Verne                | Armonía Rodríguez             | Antoni Bernal                      | Juan Escandell Torres       | 1975            |
| 130    | Aventura en los Andes                                        | Thomas Mayne Reid          | Cassarel                      | Antoni Bernal                      | Aurelio Cesar Spadari       | 1975            |
| 131    | Las Indias negras                                            | Jules Verne                | Cassarel                      | Antoni Bernal                      | José María Casanovas Magri  | 1975            |
| 132    | Los cautivos del bosque                                      | Frederick Marryat          | Miguel Cussó Giralt           | Antoni Bernal                      | Luis Casamitjana Colominas  | 1975            |
| 133    | Los piratas del "Halifax"                                    | Jules Verne                | Cassarel                      | Antoni Bernal                      | Ángel Pardo Ruiz            | 1975            |
| 134    | La casa de vapor                                             | Jules Verne                | Cassarel                      | Antoni Bernal                      | Alfonso Cerón Nuñez         | 1975            |
| 135    | El archipiélago en llamas                                    | Jules Verne                | Armonía Rodríguez             | Antoni Bernal                      | Juan Oscar Carobini         | 1975            |
| 136    | El buque pirata                                              | Karl May                   | Cassarel                      | Antoni Bernal                      | Jesús Pena Santiago         | 1975            |
| 137    | Los mineros de Alaska                                        | Emilio Salgari             | Miguel Cussó Giralt           | Antoni Bernal                      | Antonio Guerrero Pinin      | 1975            |
| 138    | Alicia en el país de las maravillas                          | Lewis Carroll              | Cassarel                      | Trini Tinturé                      | Trini Tinturé               | 1975            |
| 139    | El diablo de la pradera                                      | Karl May                   | Cassarel                      | Antoni Bernal                      | José Espinosa               | 1975            |
| 140    | Otra vez Heidi                                               | Johanna Spyri              | Cassarel                      | Antoni Bosch Penalva               | Francisco Ortega Orozco     | 1975            |
| 141    | El valle de los Osos                                         | Karl May                   | Cassarel                      | Antoni Bernal                      | Torregrosa                  | 1975            |
| 142    | El rayo verde                                                | Jules Verne                | Armonía Rodríguez             | Antoni Bernal                      | Francisco Ortega Orozco     | 1975            |
| 143    | Combate en los pantanos                                      | Thomas Mayne Reid          | Cassarel                      | Antoni Bernal                      | Felipe Herranz Moral        | 1975            |
| 144    | Estampida                                                    | Karl May                   | Cassarel                      | Antoni Bernal                      | Alfonso Cerón Nuñez         | 1975            |
| 145    | Safari en el país de las sombras                             | Thomas Mayne Reid          | Cassarel                      | Antoni Bernal                      | Antonio Pérez Barrera       | 1975            |
| 146    | Aventuras del Barón de Munchausen                            | Baró_de_Münchhausen        | Cassarel                      | Antoni Bernal                      | Lluís Casamitjana           | 1975            |
| 147    | En el país de las pieles                                     | Jules Verne                | Ramón Bacardti                | Antoni Bernal                      | Juan José Úbeda             | 1975            |
| 148    | Vida y aventuras de Nicolás Nickleby                         | Charles Dickens            | Cassarel                      | Antoni Bernal                      | Lluís Casamitjana           | 1975            |
| 149    | Los misterios de la Jungla Negra                             | Emilio Salgari             | Cassarel                      | Antoni Bernal                      | Ángel Pardo Ruíz            | 1975            |
| 150    | Grandes esperanzas                                           | Charles Dickens            | Cassarel                      | Antoni Bernal                      | Trini Tinturé               | 1975            |
| 151    | Ella                                                         | Henry Rider Haggard        | Cassarel                      | Antoni Bernal                      | Miguel Quesada Cerdan       | 1976            |
| 152    | Tiempos difíciles                                            | Charles Dickens            | Cassarel                      | Antoni Bernal                      | Luis Casamitjana Colominas  | 1976            |
| 153    | La soberana del campo de Oro                                 | Emilio Salgari             | Cassarel                      | Antoni Bernal                      | Miguel Quesada Cerdan       | 1976            |
| 154    | La tienda de antigüedades                                    | Charles Dickens            | Cassarel                      | Antoni Bernal                      | Lluis Casamitjana Colominas | 1976            |
| 155    | El lobo del mar                                              | Jack London                | Cassarel                      | Antoni Bernal                      | Luis Bermejo Rojo           | 1976            |
| 156    | Las minas del Rey Salomón                                    | Henry Rider Haggard        | Cassarel                      | Antoni Bernal                      | Ángel Pardo Ruíz            | 1976            |
| 157    | Aventuras de un grumete                                      | Thomas Mayne Reid          | Cassarel                      | Antoni Bernal                      | Tomás Porto del Vado        | 1976            |
| 158    | Los hermanos Kip                                             | Jules Verne                | Cassarel                      | Antoni Bernal                      | Lluis Casamitjana Colominas | 1976            |
| 159    | Aventura en el Missisipi                                     | Thomas Mayne Reid          | Cassarel                      | Antoni Bernal                      | Aurelio Cesar Spadari       | 1976            |
| 160    | Aventuras de Allan Quatermain                                | Henry Rider Haggard        | Cassarel                      | Antoni Bernal                      | Juan García Quirós          | 1976            |
| 161    | Un drama en Livonia                                          | Jules Verne                | Cassarel                      | Antoni Bernal                      | Tomás Porto del Vado        | 1976            |
| 162    | Drama en el Pacífico                                         | Emilio Salgari             | Cassarel                      | Antoni Bernal                      | Miguel Quesada Cerdan       | 1976            |
| 163    | Prisionero de los Ogallas                                    | Karl May                   | Cassarel                      | Antoni Bernal                      | Alfonso Cerón Nuñez         | 1976            |
| 164    | La vuelta al mundo de dos pilletes                           | de la Vaulzx - Galopin     | Cassarel                      | Antoni Bernal                      | Jaime Juez Castella         | 1976            |
| 165    | Nuevas Aventuras de Robinsón Crusoe                          | Daniel Defoe               | Cassarel                      | Antoni Bernal                      | Aurelio Cesar Spadari       | 1976            |
| 166    | Los viajes de Marco Polo                                     | Marco Polo                 | Cassarel                      | Antoni Bernal                      | Jesús Blasco Monterde       | 1976            |
| 167    | Hector Servadac                                              | Jules Verne                | Armonía Rodríguez             | Antoni Bernal                      | Ángel Pardo Ruíz            | 1976            |
| 168    | Los primos                                                   | Louisa May Alcott          | Cassarel                      | Antoni Bernal                      | Lluis Casamitjana Colominas | 1976            |
| 169    | Bajo las lilas                                               | Louisa May Alcott          | Cassarel                      | Antoni Bernal                      | Lluis Casamitjana Colominas | 1976            |
| 170    | Heidi en la gran ciudad                                      | Cassarel                   | Cassarel                      | Trini Tinturé                      | Trini Tinturé               | 1976            |
| 171    | Los piratas del Caribe                                       | Emilio Salgari             | Cassarel                      | Antoni Bernal                      | Tomás Porto del Vado        | 1976            |
| 172    | El espíritu del Llano Estacado                               | Karl May                   | Cassarel                      | Antoni Bernal                      | Alfonso Cerón Nuñez         | 1977            |
| 173    | El continente misterioso                                     | Emilio Salgari             | Cassarel                      | Antoni Bernal                      | Tomás Porto del Vado        | 1977            |
| 174    | El lago de los ensueños                                      | Johanna Spyri              | Cassarel                      | Antoni Bernal                      | Ángel Pardo Ruíz            | 1977            |
| 175    | La venganza de Winnetou                                      | Karl May                   | Cassarel                      | Antoni Bernal                      | Jaime Juez Castella         | 1977            |
| 176    | En la boca del lobo                                          | Karl May                   | Cassarel                      | Antoni Bernal                      | Tomás Porto del Vado        | 1977            |
| 177    | Historia de un guerrero                                      | Karl May                   | Cassarel                      | Antoni Bernal                      | Luis Casamitjana Colominas  | 1977            |
| 178    | La última batalla                                            | Karl May                   | Cassarel                      | Antoni Bernal                      | Tomás Porto del Vado        | 1977            |
| 179    | A través del oeste                                           | Karl May                   | Cassarel                      | Antoni Bernal                      | Tomás Porto del Vado        | 1977            |
| 180    | A merced de un pistolero                                     | Karl May                   | Cassarel                      | Antoni Bernal                      | Tomás Porto del Vado        | 1977            |
| 181    | En las montañas de África                                    | Emilio Salgari             | Cassarel                      | Antoni Bernal                      | Ángel Pardo Ruíz            | 1977            |
| 182    | Aventuras de Tom Sawyer                                      | Mark Twain                 | Juan Manuel González Cremona  | José Triay Cuenca                  | Jaime Juez Castella         | 1977            |
| 183    | La promesa del Corsario Negro                                | Emilio Salgari             | Cassarel                      | Antoni Bernal                      | Felix Carrión Cenamor       | 1977            |
| 184    | El Corsario Negro en pos de una venganza                     | Cassarel                   | Cassarel                      | Antoni Bernal                      | Tomás Porto del Vado        | 1977            |
| 185    | El triunfo del Corsario Negro                                | Cassarel                   | Cassarel                      | Antoni Bernal                      | Tomás Porto del Vado        | 1978            |
| 186    | Las tribulaciones de un chino en China                       | Jules Verne                | Juan Manuel González Cremona  | Antoni Bernal                      | Jaime Juez Castella         | 1978            |
| 187    | Familia sin nombre                                           | Jules Verne                | Juan Manuel González Cremona  | José Triay Cuenca                  | Ángel Pardo Ruíz            | 1978            |
| 188    | La ciudad del Rey Leproso                                    | Emilio Salgari             | Juan Manuel González Cremona  | José Triay Cuenca                  | Tomás Porto del Vado        | 1978            |
| 189    | Los pescadores de ballenas                                   | Emilio Salgari             | Juan Manuel González Cremona  | Antoni Bernal                      | Tomás Porto del Vado        | 1978            |
| 190    | Los exploradores del "Melodía"                               | Emilio Salgari             | Juan Manuel González Cremona  | Antoni Bernal                      | Jaime Juez Castella         | 1978            |
| 191    | La perla del Río Rojo                                        | Emilio Salgari             | Pierre Deville                | Antoni Bernal                      | Tomás Porto del Vado        | 1978            |
| 192    | El castillo de los Cárpatos                                  | Jules Verne                | Juan Manuel González Cremona  | Antoni Bernal                      | Juan Escandell Torres       | 1978            |
| 193    | La caza del meteoro                                          | Jules Verne                | Juan Manuel González Cremona  | Antoni Bernal                      | Juan Giralt Banus           | 1978            |
| 194    | Un descubrimiento prodigioso                                 | Jules Verne                | Juan Manuel González Cremona  | Miguel García                      | José María Casanovas Magri  | 1978            |
| 195    | La jangada                                                   | Jules Verne                | Juan Manuel González Cremona  | José Triay Cuenca                  | Francisco Fuentes Man       | 1978            |
| 196    | Ante la bandera                                              | Jules Verne                | Juan Manuel González Cremona  | Antoni Bernal                      | Juan Giralt Banus           | 1978            |
| 197    | A sangre y fuego                                             | Emilio Salgari             | Cassarel                      | Antoni Bernal                      | Tomás Porto del Vado        | 1978            |
| 198    | Corazón                                                      | Edmondo De Amicis          | Cassarel                      | Antoni Bernal                      | Alfonso Cerón Núñez         | 1978            |
| 199    | Los papeles póstumos del Club Pickwick (I)                   | Charles Dickens            | Juan Manuel González Cremona  | Antoni Bernal                      | Tomás Porto del Vado        | 1978            |
| 200    | Los papeles póstumos del Club Pickwick (II)                  | Charles Dickens            | Juan Manuel González Cremona  | Antoni Bernal                      | Tomás Porto del Vado        | 1978            |
| 201    | Las Aventuras de Simbad el Marino                            | Anónimo                    | Pierre Deville                | Antoni Bernal                      | Julio Vivas García          | 1978            |
| 202    | Simbad en el Reino de Ahmin                                  | Anónimo                    | Pierre Deville                | Antoni Bernal                      | Julio Vivas García          | 1978            |
| 203    | Simbad contra el reino de las Tinieblas                      | Anónimo                    | Juan Manuel González Cremona  | José Triay Cuenca                  | Julio Vivas García          | 1979            |
| 204    | La Jirafa Blanca                                             | Emilio Salgari             | Juan Manuel González Cremona  | José Triay Cuenca                  | Ángel Pardo Ruíz            | 1979            |
| 205    | Yolanda                                                      | Emilio Salgari             | Juan Manuel González Cremona  | José Triay Cuenca                  | Tomás Porto del Vado        | 1979            |
| 206    | La Cazadora de Cabelleras                                    | Emilio Salgari             | Juan Manuel González Cremona? | Antoni Bernal?                     | Juan Escandell Torres?      | 1979            |
| 207    | Las dos Pruebas de Sandokán                                  | Emilio Salgari             | Juan Manuel González Cremona  | Antoni Bernal                      | Julio Vivas García          | 1979            |
| 208    | El Conde de Chanteleine                                      | Jules Verne                | Juan Manuel González Cremona  | José Triay Cuenca                  | Jaime Juez Castella         | 1979            |
| 209    | “Cabezahueca” Wilson                                         | Mark Twain                 | Juan Manuel González Cremona  | José Triay Cuenca                  | Luis Casamitjana Colominas  | 1979            |
| 210    | Kerabán el testarudo                                         | Jules Verne                | Juan Manuel González Cremona  | Antoni Bernal                      | Juan Giralt Banus           | 1979            |
| 211    | Los Quinientos Millones de la Princesa India                 | Jules Verne                | Juan Manuel González Cremona  | Antoni Bernal                      | Jaime Juez Castella         | 1979            |
| 212    | Clovis Dardentor                                             | Jules Verne                | Juan Manuel González Cremona  | José Triay Cuenca                  | Tomás Porto del Vado        | 1979            |
| 213    | El Piloto del Danubio                                        | Jules Verne                | Juan Manuel González Cremona  | Antoni Bernal                      | Juan Giralt Banus           | 1979            |
| 214    | El Secreto de Storitz                                        | Jules Verne                | Juan Manuel González Cremona  | Antoni Bernal                      | Julio Vivas García          | 1979            |
| 215    | Novela de Vacaciones                                         | Charles Dickens            | Juan Manuel González Cremona  | José Triay Cuenca                  | Francisco Fuentes Man       | 1979            |
| 216    | El Reloj de Maese Humphey                                    | Charles Dickens            | Juan Manuel González Cremona  | Antoni Bernal                      | Tomás Porto del Vado        | 1979            |
| 217    | El Grillo del Hogar                                          | Charles Dickens            | Juan Manuel González Cremona  | José Triay Cuenca                  | Tomás Porto del Vado        | 1979            |
| 218    | El Abismo                                                    | Charles Dickens            | Juan Manuel González Cremona  | Antoni Bernal                      | Juan Giralt Banus           | 1979            |
| 219    | La Tierra de Tom Tidodler                                    | Charles Dickens            | Juan Manuel González Cremona  | Antoni Bernal                      | Jaime Juez Castella         | 1979            |
| 220    | Los Piratas del Estrecho                                     | Emilio Salgari             | Juan Manuel González Cremona  | Antoni Bernal                      | Tomás Porto del Vado        | 1979            |
| 221    | El Hijo del León de Damasco                                  | Emilio Salgari             | Juan Manuel González Cremona  | José Triay Cuenca                  | Francisco Fuentes Man       | 1979            |
| 222    | La Galera del Bajá                                           | Emilio Salgari             | Juan Manuel González Cremona  | Antoni Bernal                      | Francisco Fuentes Man       | 1979            |
| 223    | El Desierto de Fuego                                         | Emilio Salgari             | Juan Manuel González Cremona  | Antoni Bernal                      | Tomás Porto del Vado        | 1979            |
| 224    | La Campana de Plata                                          | Emilio Salgari             | Juan Manuel González Cremona  | Antoni Bernal                      | Jaime Juez Castella         | 1979            |
| 225    | La Cimitarra de Buda                                         | Emilio Salgari             | Juan Manuel González Cremona  | José Triay Cuenca                  | Tomás Porto del Vado        | 1979            |
| 226    | El buque maldito                                             | Emilio Salgari             | Juan Manuel González Cremona  | Pedro Ruiz Grimá                   | Luis Casamitjana Colominas  | 1979            |
| 227    | El anticuario                                                | Walter Scott               | Juan Manuel González Cremona  | Antoni Bernal                      | Tomás Porto del Vado        | 1980            |
| 228    | El enano negro                                               | Walter Scott               | Juan Manuel González Cremona  | Antoni Bernal                      | Luis Casamitjana Colominas  | 1980            |
| 229    | Guy Mannering                                                | Walter Scott               | Juan Manuel González Cremona  | Antoni Bernal                      | Jaume Juez i Castellà       | 1980            |
| 230    | Woodstockia Blanca                                           | Walter Scott               | Juan Manuel González Cremona  | Antoni Bernal                      | Tomás Porto del Vado        | 1980            |
| 231    | Rokeby                                                       | Walter Scott               | Juan Manuel González Cremona  | Antoni Bernal                      | Tomás Porto del Vado        | 1980            |
| 232    | Vieja mortalidad                                             | Walter Scott               | Juan Manuel González Cremona  | Antoni Bernal                      | Tomás Porto del Vado        | 1980            |
| 233    | La doncella de Perth                                         | Walter Scott               | Juan Manuel González Cremona  | Antoni Bernal                      | Miguel Quesada Cerdan       | 1980            |
| 234    | La dama del lago                                             | Walter Scott               | Juan Manuel González Cremona  | Antoni Bernal                      | Jaume Juez i Castellà       | 1980            |
| 235    | El rey de los cangrejos                                      | Emilio Salgari             | Juan Manuel González Cremona  | Antoni Bernal                      | Miguel Quesada Cerdan       | 1980            |
| 236    | La heroína de Puerto Arturo                                  | Emilio Salgari             | Juan Manuel González Cremona  | Antoni Bernal                      | Ángel Pardo Ruiz            | 1980            |
| 237    | La caída de un imperio                                       | Emilio Salgari             | Juan Manuel González Cremona  | Antoni Bernal                      | Luis Casamitjana Colominas  | 1981            |
| 238    | Un experimento del Doctor Ox                                 | Jules Verne                | Juan Manuel González Cremona  | Antoni Bernal                      | Jaume Juez i Castellà       | 1981            |
| 239    | El Capitán Tormenta                                          | Emilio Salgari             | Fernando Diego Castillo Visca | Antoni Bernal                      | Tomás Porto del Vado        | 1981            |
| 240    | El capitán de la "D'Jumna"                                   | Emilio Salgari             | Fernando Diego Castillo Visca | Antoni Bernal                      | Miguel Quesada Cerdan       | 1981            |
| 241    | El gran cazador de las praderas                              | Emilio Salgari             | Arturo Marcelo                | Antoni Bernal                      | Juan García Quirós          | 1981            |
| 242    | Morgan                                                       | Emilio Salgari             | Arturo Marcelo                | Antonio Bernal                     | Tomás Porto del Vado        | 1981            |
| 243    | La hija del jeque                                            | Karl May                   | Fernando Diego Castillo Visca | Antoni Bosch Penalva               | Julio Vivas García          | 1981            |
| 244    | La cristiana de la torre                                     | Karl May                   | Fernando Diego Castillo Visca | Antoni Bernal                      | Miguel Quesada Cerdan       | 1981            |
| 245    | Los ladrones del desierto                                    | Karl May                   | Fernando Diego Castillo Visca | Antoni Bosch Penalva               | Julio Vivas García          | 1982            |
| 246    | La llamada de la selva                                       | Jack London                | Arturo Marcelo                | Antoni Bosch Penalva               | José García Pizarro         | 1982            |
| 247    | El_gos_dels_Baskerville]El perro de los Baskerville          | Arthur Conan Doyle         | Arturo Marcelo                | Antoni Bosch Penalva               | José María Casanovas Magri  | 1982            |
| 248    | La mina                                                      | Karl May                   | Fernando Diego Castillo Visca | Antoni Bosch Penalva               | Luis Casamitjana Colominas  | 1982            |
| 249    | Tres corazones                                               | Jack London                | Fernando Diego Castillo Visca | Antoni Bosch Penalva               | Miguel Quesada Cerdan       | 1982            |
| 250    | Aventuras entre los pieles rojas                             | Emilio Salgari             | Fernando Diego Castillo Visca | Antoni Bosch Penalva               | Juan García Quirós          | 1982            |
| 251    | La expedición del pirata                                     | Jack London                | Fernando Diego Castillo Visca | Antoni Bosch Penalva               | Miguel Quesada Cerdan       | 1982            |
| 252    | Martín Edén                                                  | Jack London                | Fernando Diego Castillo Visca | Antoni Bosch Penalva               | Tomás Porto del Vado        | 1982            |
| 253    | Dubrovsky el bandido                                         | Aleksandr Pushkin          | Juan Manuel González Cremona  | Antoni Bosch Penalva               | Juan Boix Sola-Segales      | 1982            |
| 254    | La hija del capitán                                          | Aleksandr Pushkin          | Fernando Diego Castillo Visca | Antoni Bosch Penalva               | Torregrosa                  | 1982            |
| 255    | Ruslan y Ludmila                                             | Aleksandr Pushkin          | Juan Manuel González Cremona  | Antoni Bosch Penalva               | Juan Boix Sola-Segales      | 1982            |
| 256    | Colmillo Blanco                                              | Jack London                | Fernando Diego Castillo Visca | Antoni Bernal                      | Edmond                      | 1982            |
| 257    | El mundo perdido                                             | Arthur Conan Doyle         | Juan Manuel González Cremona  | Antoni Bernal                      | José García Pizarro         | 1982            |
| 258    | El signo de los cuatro                                       | Arthur Conan Doyle         | Juan Manuel González Cremona  | Antoni Bernal                      | Julio Vivas García          | 1982            |
| 259    | Nuestra Señora de París                                      | Víctor Hugo                | Fernando Diego Castillo Visca | Antoni Bernal                      | Torregrosa                  | 1982            |
| 260    | Lord Jim                                                     | Joseph Conrad              | Juan Manuel González Cremona  | Antoni Bernal                      | Miguel Quesada Cerdan       | 1982            |
| 261    | Trafalgar                                                    | Benito Pérez Galdós        | Juan Manuel González Cremona  | Antoni Bernal                      | Torregrosa                  | 1982            |
| 262    | Bug Jargal                                                   | Víctor Hugo                | Fernando Diego Castillo Visca | Antoni Bernal                      | Julio Vivas García          | 1983            |
| 263    | Los Miserables                                               | Víctor Hugo                | Juan Manuel González Cremona  | Antoni Bernal                      | Torregrosa                  | 1983            |
| 264    | Estudio en escarlata                                         | Arthur Conan Doyle         | Juan Manuel González Cremona  | Antoni Bernal                      | Juan Boix Sola-Segales      | 1983            |
| 265    | Sir Nigel                                                    | Arthur Conan Doyle         | Juan Manuel González Cremona  | Antoni Bernal                      | Tomás Porto del Vado        | 1983            |
| 266    | Aventuras de Sherlock Holmes (I)                             | Arthur Conan Doyle         | Juan Manuel González Cremona  | Antoni Bernal                      | Julio Vivas García          | 1983            |
| 267    | Hazañas del Brigadier Gerard                                 | Arthur Conan Doyle         | Juan Manuel González Cremona  | Antoni Bernal                      | Torregrosa                  | 1983            |
| 268    | Aventuras de Sherlock Holmes (II)                            | Arthur Conan Doyle         | Juan Manuel González Cremona  | Antoni Bosch Penalva               | Julio Vivas García          | 1984            |
| 269    | La Compañía Blanca                                           | Arthur Conan Doyle         | Juan Manuel González Cremona  | Antoni Bernal                      | Miguel Quesada Cerdan       | 1984            |